# Чемпионат мира по плаванию в ластах 2009
15-й чемпионат мира по плаванию в ластах проводился в Санкт-Петербурге (Россия) с 22 по 29 августа 2009 года на территории гребного канала ГУ ДО «Школа высшего спортивного мастерства по водным видам спорта». В чемпионате мира приняли участие 350 спортсменов из более чем 30 стран, в том числе из Бельгии, Китая, Колумбии, Франции, Италии, Израиля, Японии, Мексики, Нидерландов, Испании, Таиланда, Венесуэлы.

## Распределение наград
*   Страна-организатор
| Место | Страна           | Золото | Серебро | Бронза | Всего |
| ----- | ---------------- | ------ | ------- | ------ | ----- |
| 1     | Россия*          | 12     | 9       | 11     | 32    |
| 2     | Китай            | 10     | 9       | 5      | 24    |
| 3     | Италия           | 4      | 4       | 4      | 12    |
| 4     | Венгрия          | 4      | 0       | 1      | 5     |
| 5     | Германия         | 3      | 3       | 2      | 8     |
| 6     | Украина          | 2      | 7       | 3      | 12    |
| 7     | Республика Корея | 1      | 1       | 7      | 9     |
| 8     | Колумбия         | 0      | 2       | 0      | 2     |
| 9     | Греция           | 0      | 1       | 1      | 2     |
| 10    | Египет           | 0      | 0       | 1      | 1     |
| 10    | Эстония          | 0      | 0       | 1      | 1     |
| Всего | Всего            | 36     | 36      | 36     | 108   |

## Призёры

### Мужчины
| Дисциплина                  | Золото                                                                         | Золото     | Серебро                                                                               | Серебро    | Бронза                                                                           | Бронза     |
| --------------------------- | ------------------------------------------------------------------------------ | ---------- | ------------------------------------------------------------------------------------- | ---------- | -------------------------------------------------------------------------------- | ---------- |
| 50 м в ластах, ныряние      | Павел Кабанов · Россия                                                         | 14.16      | Игорь Сорока · Украина                                                                | 14.50      | Николай Товер · Эстония                                                          | 14.53      |
| 50 м в ластах               | Павел Кабанов · Россия                                                         | 15.31      | Евгений Скорженко · Россия                                                            | 15.92      | Мяо Цзинвэй · Китай                                                              | 16.15      |
| 100 м в ластах              | Павел Кабанов · Россия                                                         | 35.09      | Чезаре Фумарола · Италия                                                              | 35.58      | Юань Хайфэн · Китай                                                              | 35.62      |
| 200 м в ластах              | Денеш Канио · Венгрия                                                          | 1:23.34    | Стефано Фиджини · Италия                                                              | 1:23.47    | Андреа Нава · Италия                                                             | 1:23.66    |
| 400 м в ластах              | Стефано Фиджини · Италия                                                       | 3:00.41    | Антониос Цуруканис · Греция                                                           | 3:01.00    | Юн Ён Джун · Республика Корея                                                    | 3:01.74    |
| 800 м в ластах              | Свен Лютцкендорф · Германия                                                    | 6:18.24    | Стефано Фиджини · Италия                                                              | 6:24.77    | Пак Чан Хо · Республика Корея                                                    | 6:25.30    |
| 1500 м в ластах             | Свен Лютцкенндорф · Германия                                                   | 12:13.52   | Александр Одиноков · Украина                                                          | 12:30.77   | Эвистенис Николаидис · Греция                                                    | 12:41.82   |
| 50 м в классических ластах  | Андреа Рампаццо · Италия                                                       | 19.48      | Константин Зотов · Россия                                                             | 19.50      | Ахмед Эссам абд эль-Монием · Египет                                              | 19.93      |
| 100 м в классических ластах | Константин Зотов · Россия                                                      | 43.15      | Александр Иванець · Россия                                                            | 43.33      | Андреа Рампаццо · Италия                                                         | 43.45      |
| 200 м в классических ластах | Александр Иванець · Россия                                                     | 1:37.56    | Михаил Яценко · Украина                                                               | 1:37.61    | Андреа Рампаццо · Италия                                                         | 1:38.56    |
| 100 м с аквалангом          | Павел Кабанов · Россия                                                         | 32.23      | Цэнь Цзиньлун · Китай                                                                 | 32.43      | Евгений Скорженко · Россия                                                       | 32.48      |
| 400 м с аквалангом          | Ли Кван Ху · Республика Корея                                                  | 2:44.93    | Игорь Сапрыкин · Россия                                                               | 2:45.83    | Себастиан Лассак · Германия                                                      | 2:46.27    |
| 800 м с аквалангом          | Силард Вильхельм · Венгрия                                                     | 5:52.94    | Ли Кван Ху · Республика Корея                                                         | 5:54.47    | Денис Грубник · Украина                                                          | 5:56.29    |
| Эстафета 4×100 м в ластах   | Николай Резников · Евгений Скорженко · Андрей Бураков · Павел Кабанов · Россия | 2:22.64    | Хуан Хосе Эрнандес · Маурисио Фернандес · Диего Эррера · Леонидас Ромеро · Колумбия   | 2:25.76    | Мяо Цзинвэй · Цзянь Ка · Цэнь Цзиньлун · Юн Ён Джун · Китай                      | 2:25.77    |
| Эстафета 4×200 м в ластах   | Андреа Нава · Чезаре Фумарола · Фабио Пикки · Стефано Фиджини · Италия         | 5:32.88    | Хуан Хосе Эрнандес · Альваро Поло · Хуан Фернандо Окампо · Леонидас Ромеро · Колумбия | 5:38.59    | Николай Криулько · Николай Резников · Дмитрий Кокорев · Владимир Зайцев · Россия | 5:39.23    |
| 6000 м в ластах             | Кристиан Хёра · Германия                                                       | 52:18.85   | Роман Малетин · Россия                                                                | 52:26.83   | Дмитрий Кокорев · Россия                                                         | 52:29.76   |
| 20000 м в ластах            | Симон Малленьи · Италия                                                        | 3:10:01.19 | Себастиан Лассак · Германия                                                           | 3:11:32.20 | Кристиан Хёра · Германия                                                         | 3:14:06.88 |
| Эстафета 4×3000 м           | Алексей Бусловских · Максим Айтов · Борис Фердман · Роман Малетин · Россия     | 1:49:53.94 | Себастиан Лассак · Том Рязе · Ив Ролак · Кристиан Хёра · Германия                     | 1:51:25.36 | Михаил Щербинин · Александр Одиноков · Олег Копыл · Максим Чёрный · Украина      | 1:51:28.23 |

### Женщины
| Дисциплина                  | Золото                                                                                 | Золото     | Серебро                                                                         | Серебро    | Бронза                                                                                 | Бронза     |
| --------------------------- | -------------------------------------------------------------------------------------- | ---------- | ------------------------------------------------------------------------------- | ---------- | -------------------------------------------------------------------------------------- | ---------- |
| 50 м ныряние                | Чжу Баочжэн · Китай                                                                    | 15.60      | Сю Хуаншан · Китай                                                              | 15.66      | Ким Хён Джин · Республика Корея                                                        | 16.09      |
| 50 м в ластах               | Чжу Баочжэн · Китай                                                                    | 17.10      | Сю Хуаншан · Китай                                                              | 17.28      | Екатерина Делова · Украина                                                             | 17.87      |
| 100 м в ластах              | Чжу Баочжэн · Китай                                                                    | 38.39      | Лян Яоюэ · Китай                                                                | 39.47      | Янг Е Сол · Республика Корея                                                           | 40.12      |
| 200 м в ластах              | Василиса Кравчук · Россия                                                              | 1:29.43    | Ли Цзин · Китай                                                                 | 1:31.06    | Валерия Барановская · Россия                                                           | 1:31.69    |
| 400 м в ластах              | Василиса Кравчук · Россия                                                              | 3:13.65    | Ольга Годована · Украина                                                        | 3:19.43    | Лю Цзяо · Китай                                                                        | 3:49.58    |
| 800 м в ластах              | Лю Цзяо · Китай                                                                        | 6:52.27    | Ольга Годована · Украина                                                        | 7:01.14    | Елена Баканова · Россия                                                                | 7:02.54    |
| 1500 м в ластах             | Лю Цзяо · Китай                                                                        | 13:19.28   | Ольга Годована · Украина                                                        | 13:29.90   | Елена Баканова · Россия                                                                | 13:39.37   |
| 50 м в классических ластах  | Чжоу Нан · Китай                                                                       | 22.02      | Василиса Кравчук · Россия                                                       | 22.41      | Элиза Мамми · Италия                                                                   | 22.52      |
| 100 м в классических ластах | Сцилла Каройи · Венгрия                                                                | 49.11      | Яна Касимова · Россия                                                           | 49.31      | Чжоу Нан · Китай                                                                       | 49.49      |
| 200 м в классических ластах | София Ковач · Венгрия                                                                  | 1:49.49    | Элиза Мамми · Италия                                                            | 1:51.01    | Зита Дудас · Венгрия                                                                   | 1:51.15    |
| 100 м с аквалангом          | Чжу Баочжэн · Китай                                                                    | 34.46      | Сю Хуаншан · Китай                                                              | 34.84      | Ким Хён Джин · Республика Корея                                                        | 36.64      |
| 400 м с аквалангом          | Лю Цзяо · Китай                                                                        | 3:05.26    | Шин Джин Хи · Китай                                                             | 3:05.85    | Галина Аракелян · Россия                                                               | 3:10.34    |
| 800 м с аквалангом          | Лю Цзяо · Китай                                                                        | 6:33.68    | Шин Джин Хи · Китай                                                             | 6:37.65    | Галина Аракелян · Россия                                                               | 6:40.73    |
| Эстафета 4×100 м            | Лян Яоюэ · Ван Мяо · Сю Хуаншань · Чжу Баочжэн · Китай                                 | 2:39.00    | Валерия Барановская · Мария Радченко · Яна Касимова · Василиса Кравчук · Россия | 2:42.14    | Янг Е Сол · Чон Ах Рам · Ким Бо Кён · Чой Саэ Ром · Республика Корея                   | 2:43.44    |
| Эстафета 4×200 м            | Василиса Кравчук · Жанна Нечитайло · Медея Джавахишвили · Валерия Барановская · Россия | 6:09.04    | Ли Джинг · Лю Цзяо · Сю Хуаншань · Чжун Джесия · Китай                          | 6:10.07    | Чой Саэ Ром · Янг Е Сол · Ким Бо Кён · Чон Ах Рам · Республика Корея                   | 6:11.99    |
| 6000 м в ластах             | Яна Лазебрий · Украина                                                                 | 57:44.09   | Татьяна Красногор · Украина                                                     | 58:24.70   | Анна Андриевских · Россия                                                              | 58:45.16   |
| 20000 м в ластах            | Марина Воронина · Россия                                                               | 3:19:30.53 | Алёна Оловянишникова · Россия                                                   | 3:24:54.70 | Анна Андриевских · Россия                                                              | 3:26:44.78 |
| Эстафета 4×3000 м           | Татьяна Красногор · Анна Позий · Яна Лазебрий · Ольга Годована · Украина               | 2:00:06.20 | Кристина Мюллер · Франциска Шрайбер · Каролин Кёппинг · Сандра Пильц · Германия | 2:01:43.47 | Анна Андриевских · Алёна Оловянишникова · Виктория Ивличева · Людмила Чухнова · Россия | 2:02:53.77 |